# Alchornea sidifolia
Alchornea sidifolia är en törelväxtart som beskrevs av Johannes Müller Argoviensis. Alchornea sidifolia ingår i släktet Alchornea och familjen törelväxter. Inga underarter finns listade i Catalogue of Life.